# استادیوم المپیا
استادیوم المپیا در سایت باستان‌شناسی المپیا، یونان، در شرق معبد زئوس واقع شده‌است. این مکان جایگاه بسیاری از رویدادهای ورزشی در بازی‌های المپیک باستان بود.

## تاریخ
در طول بازی‌های المپیک تابستانی ۲۰۰۴، این استادیوم میزبان مسابقات دو و میدانی بود.
نشانه‌های فیزیکی ورزشگاه ۲۱۲٫۵۴ متر (۶۹۷٫۳ فوت) طولانی و ۳۰–۳۴ متر (۹۸–۱۱۲ فوت) گسترده‌است و عمدتاً برای مسابقات دویدن که سریع‌ترین فرد جهان را تعیین می‌کرد به کار برده می‌شد. مسیر آن از خاک رس سخت ساخته شده بود تا به عنوان کشش برای شرکت‌کنندگان در مسابقات دویدن عمل کند. مانند دو و میدانی امروزی، یک بلوک سفید در یک انتهای مسیر قرار داده می‌شد که در آن ورزشکاران برای قرار دادن پاهای خود صف می‌کشیدند و برای آغاز مسابقه آماده می‌شدند. بلوک سفید برای تراز کردن همه ورزشکاران به کار برده می‌شد تا همه آن‌ها مسافت یکسانی را بدوند.

## نگارخانه

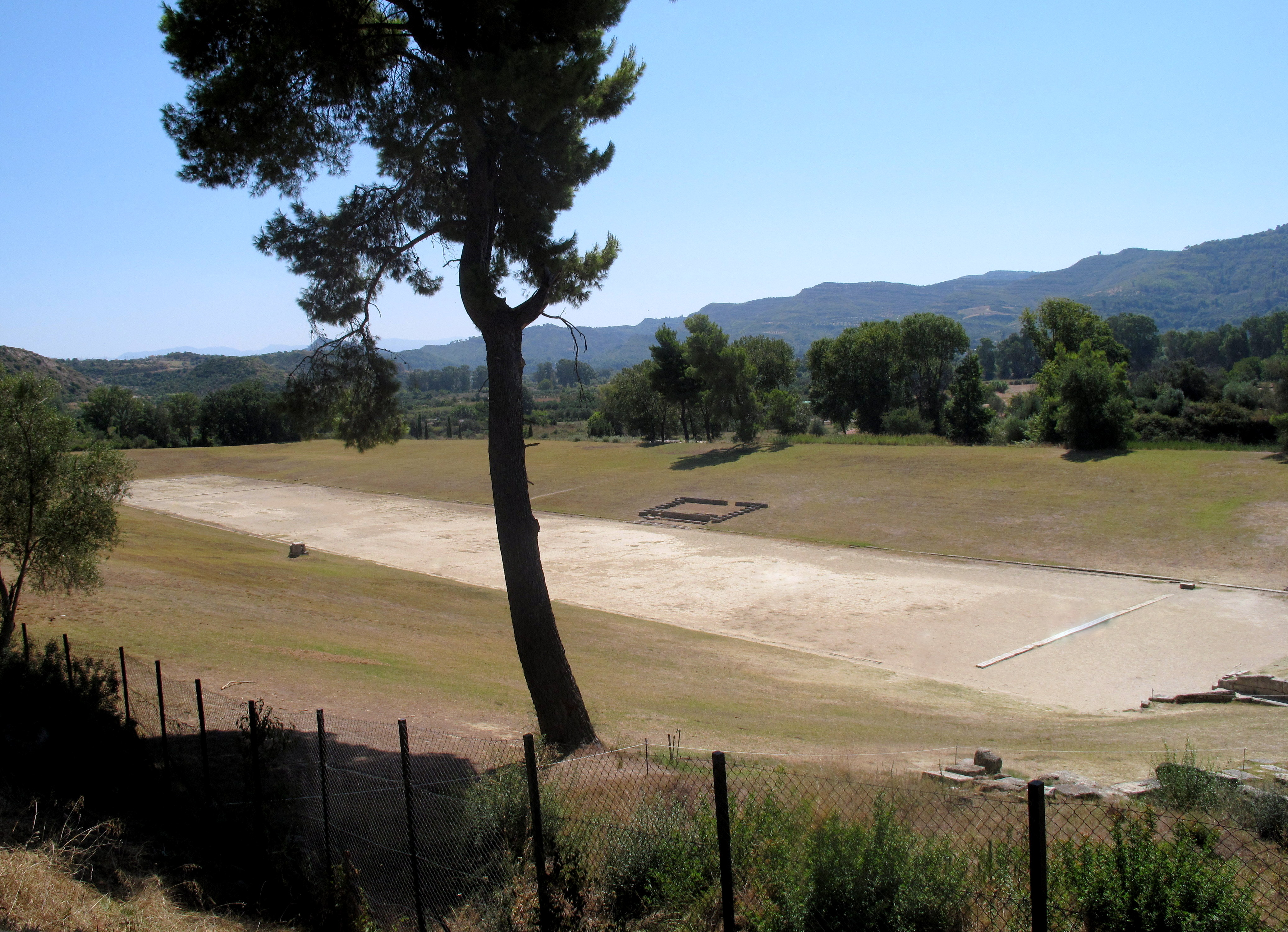
استادیوم در المپیا
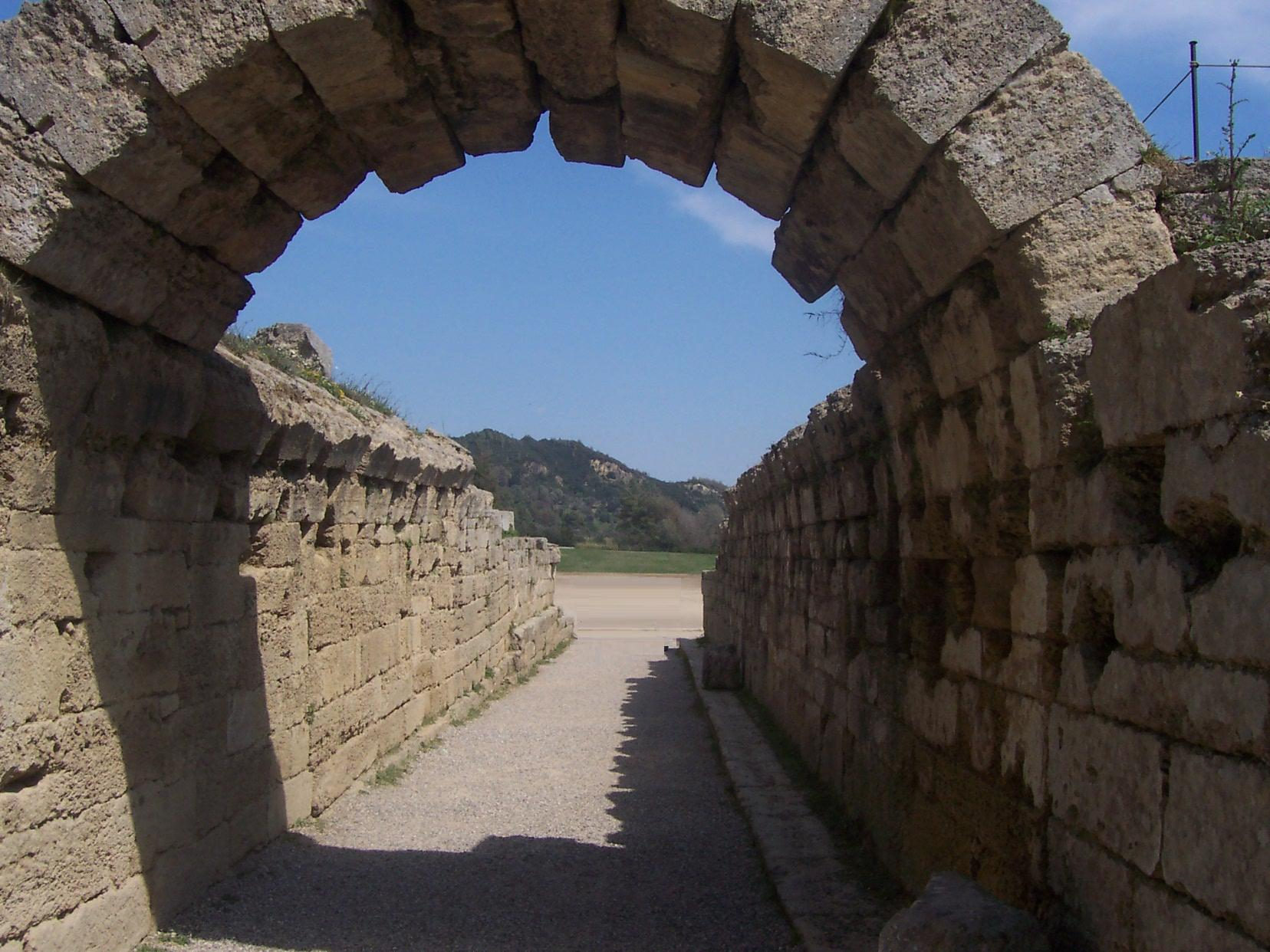
تونل طاقدار منتهی به استادیوم
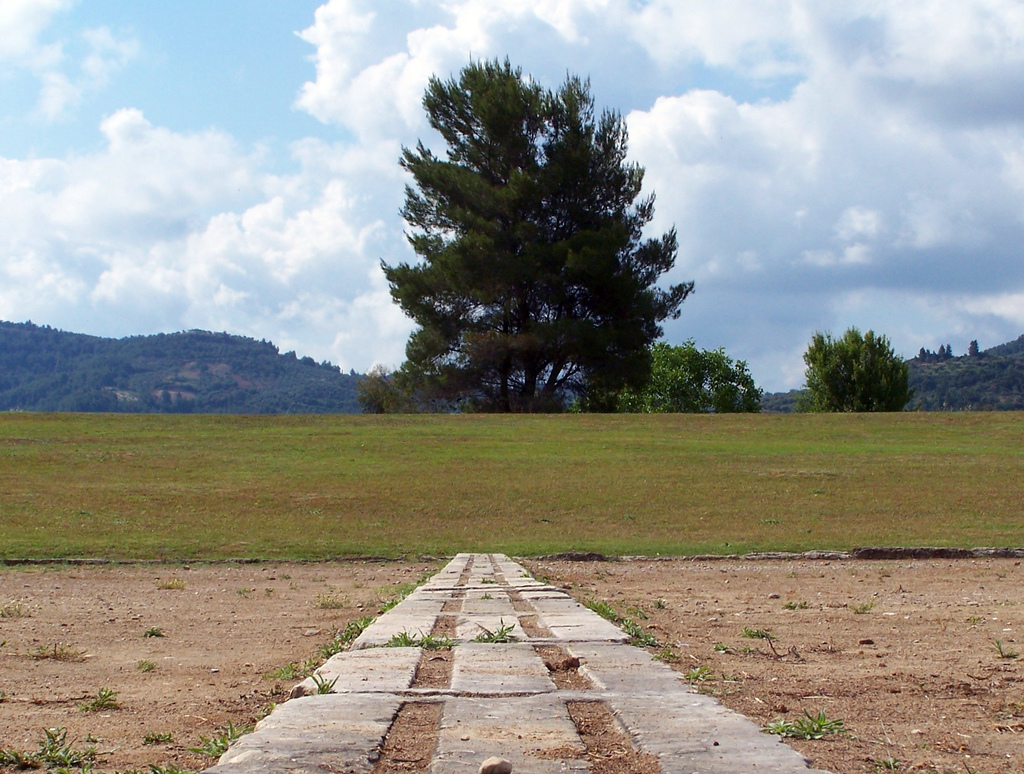
بلوک‌های آغاز در داخل استادیوم
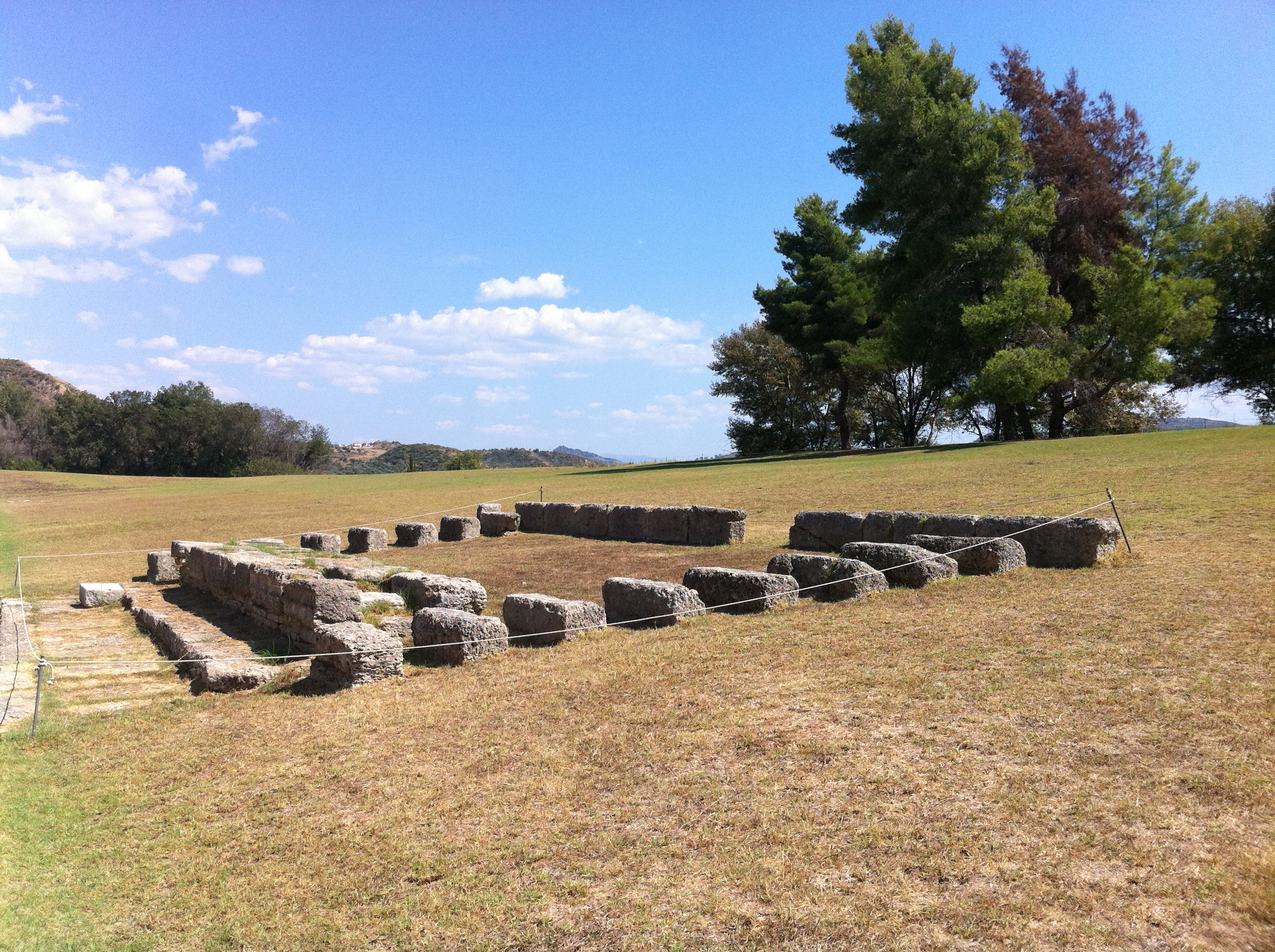
جایگاه داوران در خط جنوبی ورزشگاه